# Monumentalinschrift

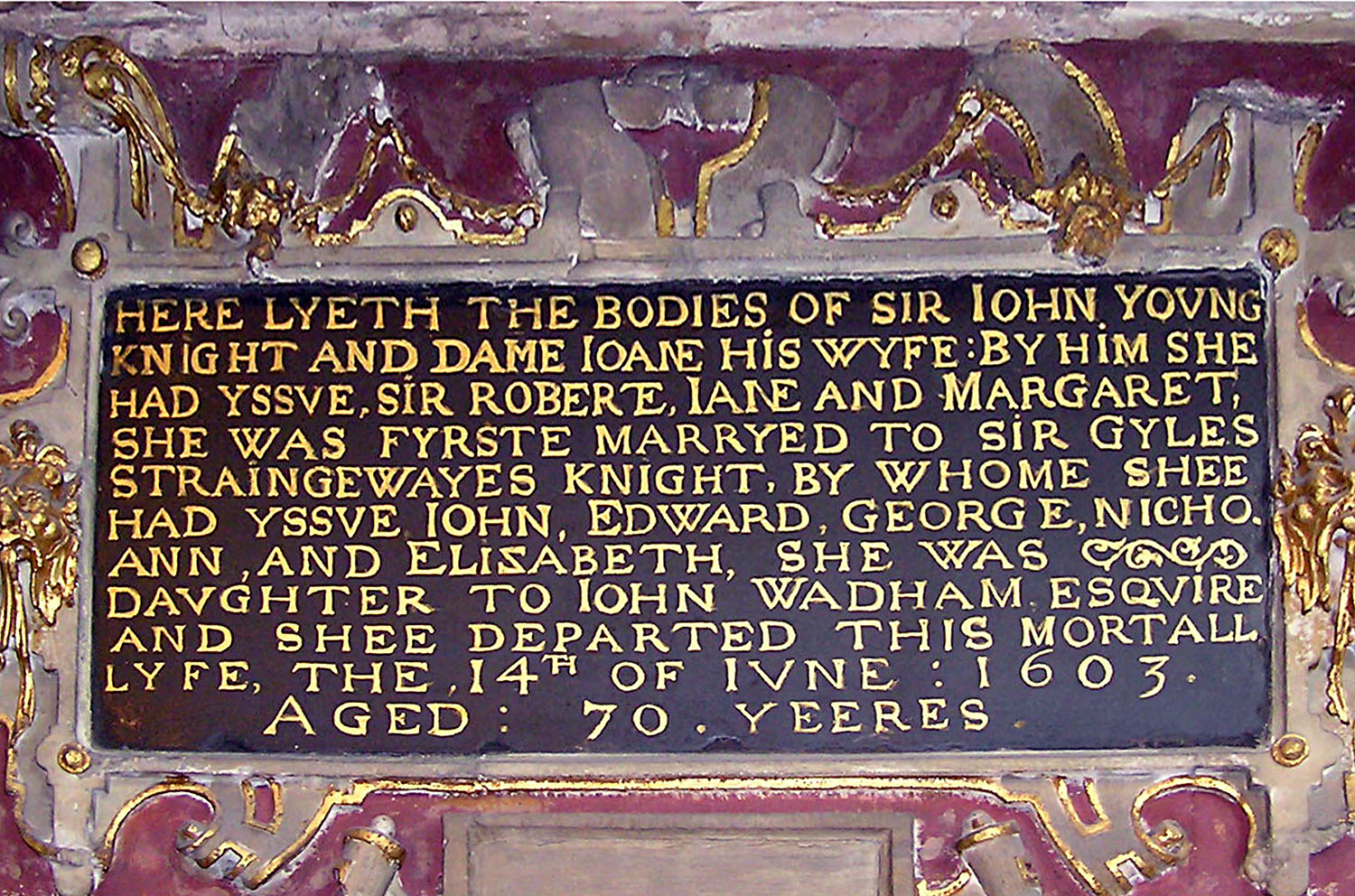
Inschrift auf dem Grab von Sir John Young und seiner Frau Joane in der Bristol Cathedral. Das Grabmal wurde 1606 in die Kathedrale verlegt. Sir John war ein reicher und angesehener Bürger von Bristol. Nachdem John Young im Jahr 1574 Königin Elisabeth I. bei ihrer Durchreise eine Unterkunft anbot, ließ diese ihn kurzerhand später zum Ritter schlagen.

Eine Monumentalinschrift ist eine Inschrift, die auf Grabsteinen, Kenotaphen, Gedenktafeln oder anderen Denkmälern angebracht ist.
Monumentalinschriften dienen häufig dazu, Verstorbener zu gedenken. Auf Grabsteinen obliegt es für gewöhnlich Familienangehörigen, über ihre Form und Inhalt zu bestimmen, während Gedenktafeln in religiösen Einrichtungen meist einer größeren Gemeinschaft entstammen. 
Monumentalinschriften stellen eine wichtige Quelle für Ahnenforscher dar, da sie Auskunft über Leben und Tod einschließlich Datumsangaben geben. Gelegentlich können auch Familienverhältnisse bestimmt werden, da nahe Verwandte nicht selten zusammen bestattet wurden. Kriegerdenkmäler beinhalten meist nur Namensauflistungen, da das Todesdatum und der genaue Bestattungsort der im Kriegsgebiet gefallenen Personen meist unbekannt ist. Der Aufstellungsort kann jedoch Aufschluss über die Heimatgemeinde geben.
Da viele alte Grabsteine aufgrund von Verwitterung mit der Zeit unleserlich werden, versuchen genealogische Verbände ihre Inschriften in Buchform, auf Mikrofilm oder neuerdings im Internet zu veröffentlichen und so einer breiteren Allgemeinheit zugänglich zu machen.